# Sima csigarabló
A sima csigarabló (Ablattaria laevigata) a dögbogárfélék családjába tartozó, Európában és Kis-Ázsiában honos, ragadozó bogárfaj.

## Megjelenése
A sima csigarabló testhossza 10-18 mm. Viszonylag nagy mérete, kis feje, sima szárnyfedői alapján jól felismerhető. Egész teste matt fekete színű. Feje és előtora finoman, szárnyfedői durvábban és kevésbé sűrűn pontozottak. Feje kicsi és lapos, szemei viszonylag nagyok és domborúak. Görbe rágói erőteljesek, belső oldaluk fogazott. Csápjai 11 ízből állnak; az első íz igen hosszú és keskeny, a többiek fokozatosan szélesednek, de nem alkotnak bunkót. Az előtor hátsó alapja igen széles, oldalai folytonosan, ívesen keskenyednek az elülső peremig. A pajzsocska (scutellum) nagy és háromszögletű. A szárnyfedők ovális alakúak, oldaluk csak kissé szélesedik, majdnem párhuzamosan futnak, a végükön félkörívesen legömbölyödnek. Felszíne egyenletesen, sor vagy mintázat nélkül pontozott. A első lábak lábszára (tibia) kissé befelé görbül, sarkantyúja jóval kisebb mint a két másik lábpáron.

## Elterjedése
Nyugat- és Dél-Európában (aBrit-szigetektől és a Pireneusoktól a Kárpát-medencén és a Balkánon át Ukrajnáig), valamint Kis-Ázsiában honos. 

## Életmódja
Homokos-meszes talajú réteken, legelőkön, bozótosokban él. Az imágók éjszaka aktívak, nappal meghúzzák magukat a fűcsomókban vagy a száraz levelek alatt. Meleg időben néha nappal is előbújnak. Áprilistól októberig láthatóak és valószínűleg áttelelnek. Mind a kifejlett bogár, mind a lárvája ragadozó, a csigákra specializálták magukat. Az imágó képes átrágni magát a csigaházon is, míg a lárva a szájadékon át támadja meg a puhatestűt. A párzásra tavasszal kerül sor. A gyorsan fejlődő lárva a talajban bábozódik be. A bábból kb. egy hét múlva bújik ki a halvány narancsszínű imágó, amely ezután még néhány napig a talajban marad, míg kitinpáncélja megszilárdul és megsötétedik.

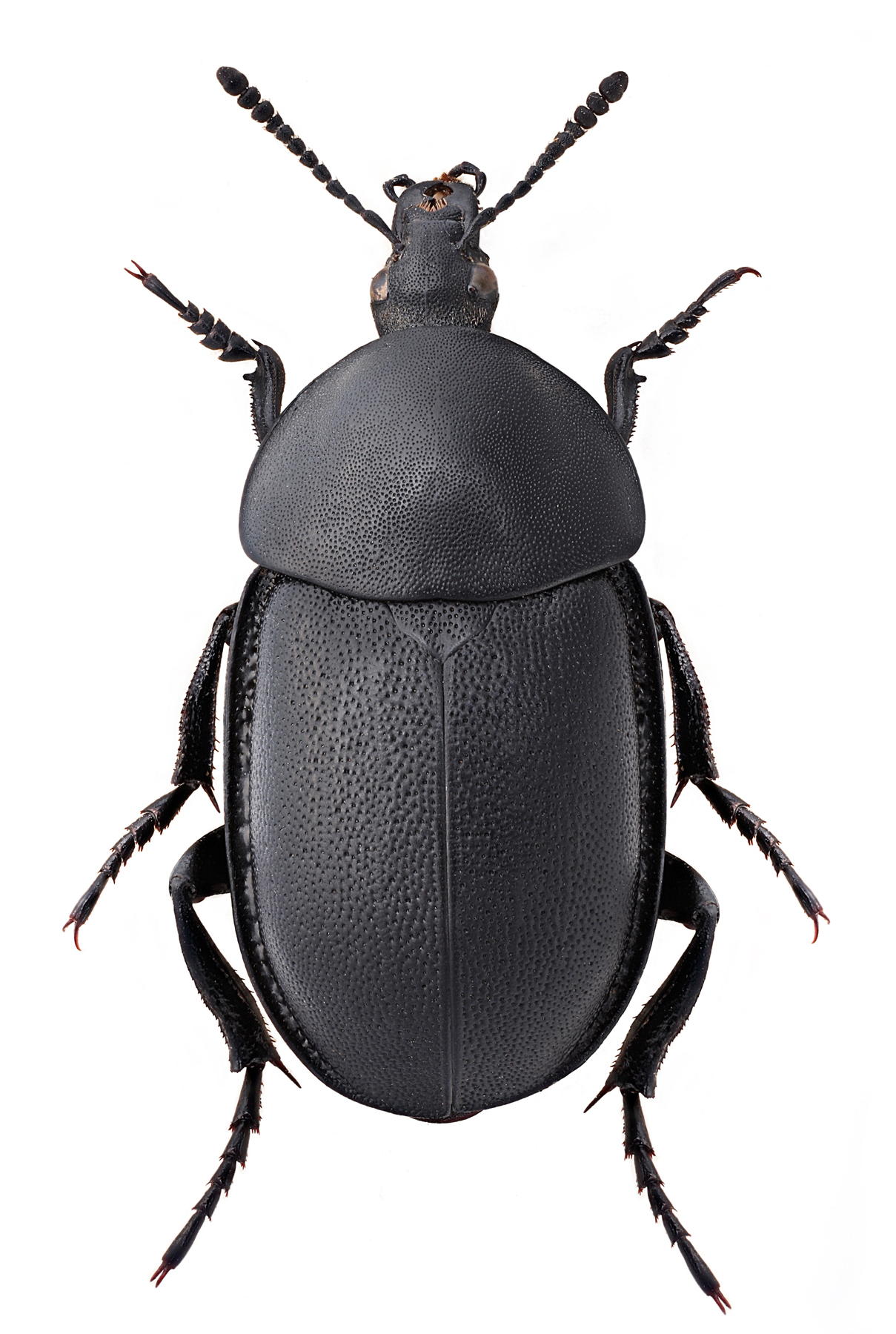
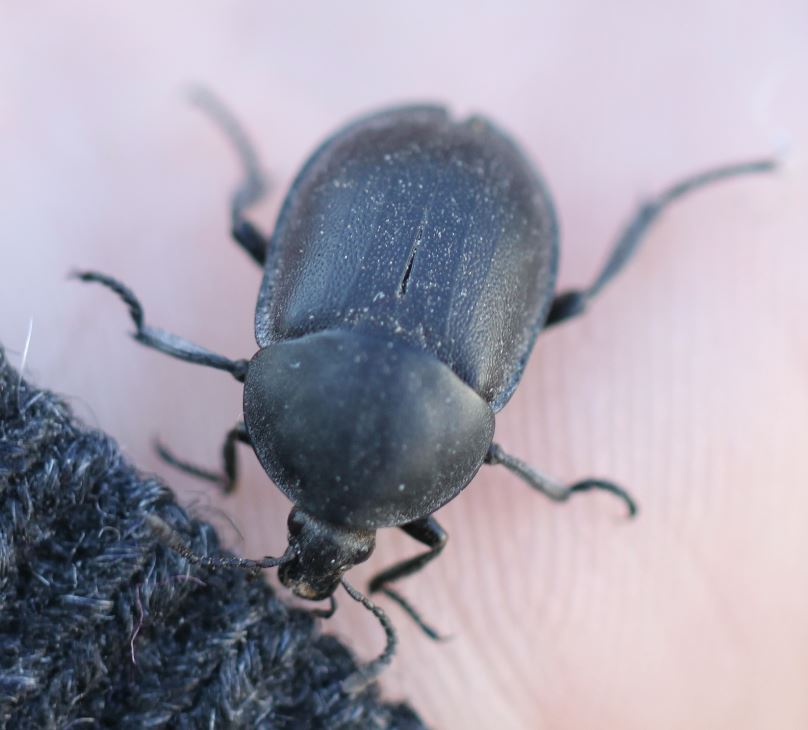
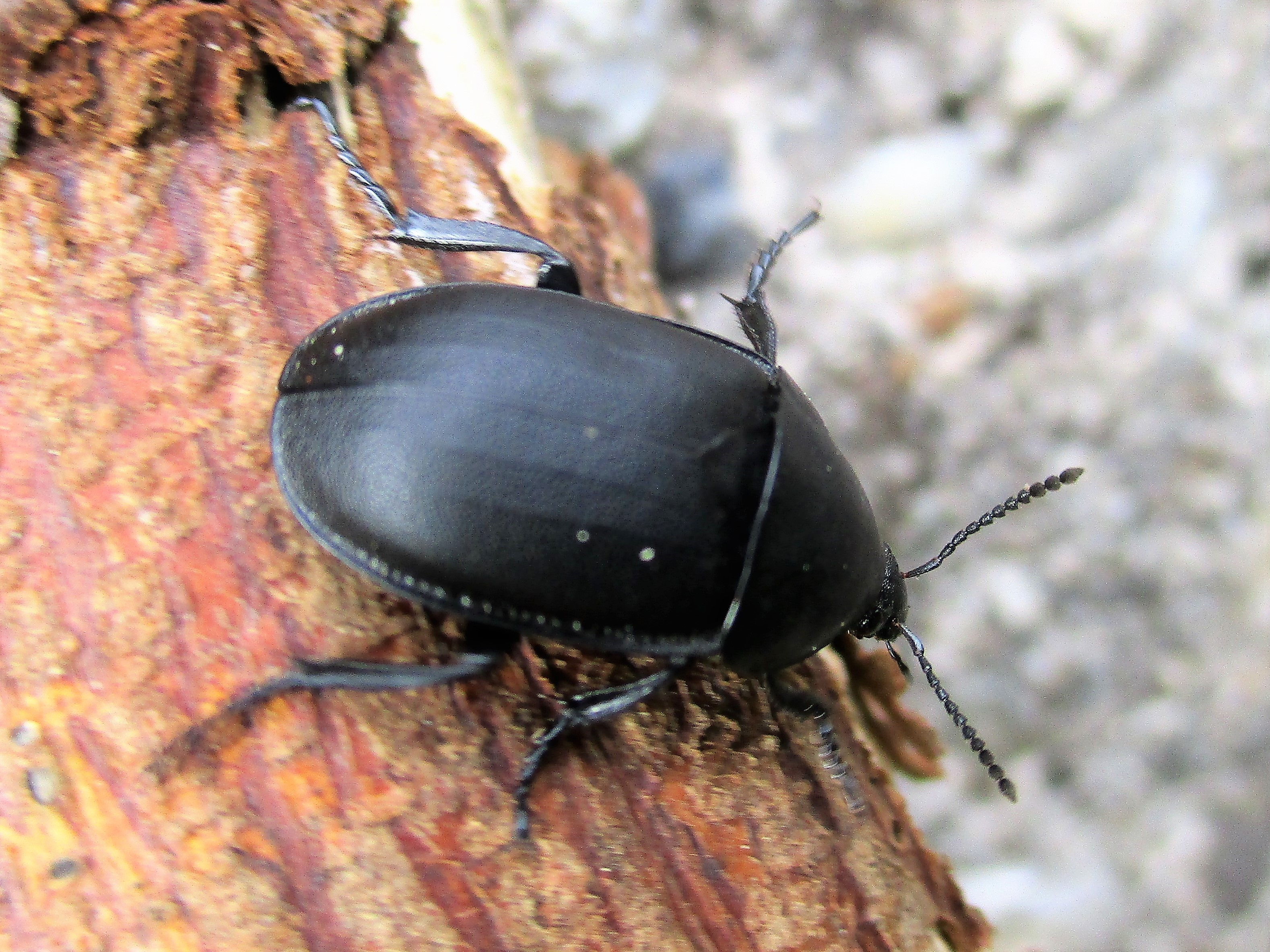
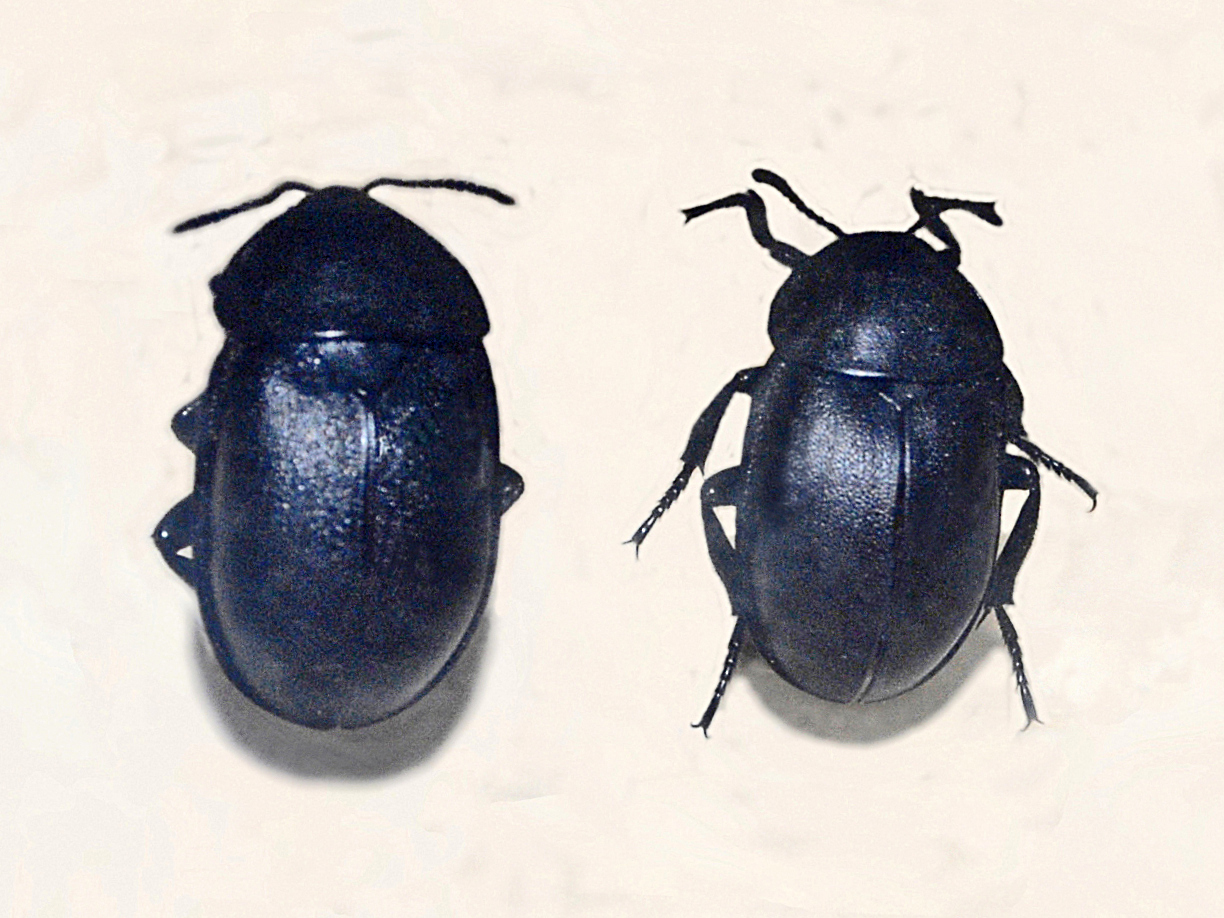
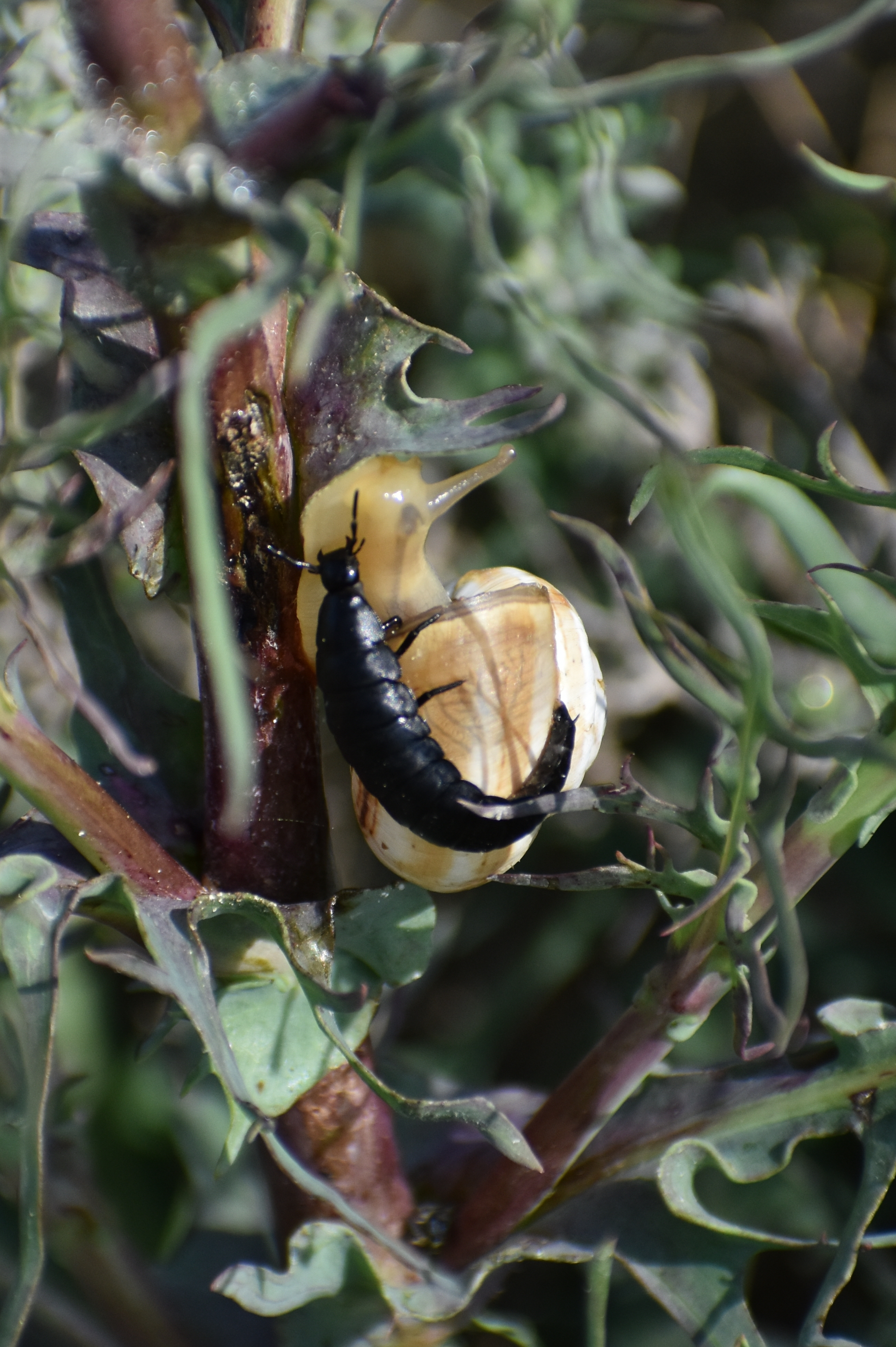

Magyarországon nem védett.